# Ogród Roślin Leczniczych Gdańskiego Uniwersytetu Medycznego
Ogród Roślin Leczniczych przy Katedrze i Zakładzie Farmakognozji Gdańskiego Uniwersytetu Medycznego – placówka naukowa wchodząca w skład Katedry i Zakładu Farmakognozji. Jej kierownikiem jest prof. dr hab. n. farm. Mirosława Krauze-Baranowska.
Ogród powstał po II wojnie światowej, oficjalnie został oddany do użytku w 1948. Zlokalizowany jest w Gdańsku, w dzielnicy Wrzeszcz Dolny przy Al. gen. J. Hallera 107. 

## Działy
- Dział Systematyki Roślin
- Dział Roślin Leczniczych
- Dział Roślin Ozdobnych
- Arboretum.